# Nancy Catamco

Nancy Catamco, 2016

Nancy Alaan Catamco (* 19. Juni 1969) ist eine philippinische Politikerin der Lakas-Demokratikong Kristiyano at Muslim (Lakas-Kampi) und zurzeit der Liberal Party, die seit 2010 Mitglied des Repräsentantenhauses ist.

## Leben
Nancy Catamco begann nach dem Schulbesuch 1986 ein grundständiges Studium an der Ateneo de Davao University, das sie 1990 abschloss. Sie fungierte von 2000 bis 2006 als Präsidentin von Concept One und absolvierte anschließend zwischen 2006 und 2007 einen Lehrgang für Beratung an der Alliance Grad School. Seit 2009 ist sie Präsidentin der Greatphil Chemical Corporation.
Bei der Wahl vom 10. Mai 2010 wurde sie für die Lakas-Demokratikong Kristiyano at Muslim (Lakas-Kampi) erstmals zum Mitglied des Repräsentantenhauses gewählt und vertritt seither den Wahlkreis North Cotabato 2nd District. Bei dieser Wahl erhielt sie 119.294 Stimmen (51,44 Prozent) und lag damit knapp vor dem amtierenden Wahlkreisinhaber der Liberal Party, Bernardo Piñol, Jr., der 112.617 Wählerstimmen (48,56 Prozent) bekam. Piñols Protest gegen das Wahlergebnis beim Wahlausschuss des Repräsentantenhauses (House of Representatives Electoral Tribunal) blieb erfolglos. Als Abgeordnete setzt sich Nancy Catamco, die selbst Angehörige der Bagobo–Manobo aus Mindanao ist, für indigene Völker ein.
Nancy Catamco wurde bei der Wahl vom 13. Mai 2013 wiedergewählt, wobei sie nunmehr selbst für die Liberal Party (LP) antrat. Dabei setzte sie sich erneut gegen Bernardo Piñol, Jr., sowie gegen Gregorio Andolana durch, die beide als Parteilose antraten. In der derzeitigen, von 2013 bis 2016 dauernden 16. Legislaturperiode ist sie Vorsitzende des Parlamentsausschusses für indigene kulturelle Gemeinschaften und indigene Völker (Committee on Indigenous Cultural Communities and Indigenous Peoples). Dieser ist zuständig für alle Angelegenheiten, die sich unmittelbar und grundsätzlich mit indigenen kulturellen Gemeinschaften und indigenen Völkern und der Entwicklung von deren Gemeinschaften beschäftigen. Für ihre Arbeit wurde sie andererseits aber von Vertretern indigener Völker kritisiert.